# Grännapolkan
Grännapolkan är en dansfest som infaller i mitten av juni i Gränna, vanligen på lördagen före midsommar på dansbanan vid Grenna museum. Tävlingar i både polka och snoa hålls under Grännapolkan. Tävlingen arrangerades första gången 1973.